# تل دير
تل دير هو موقع أثري يقع في منتصف الطريق بين جب جنين وشطورة في لبنان.
اكتشف كمية كبيرة من المواد تعود للعصر الحجري الحديث في الموقع، وتم مسح المنطقة والتنقيب في التل الأركيولوجي من قبل لورين كوبلاند وبيتر ويسكومب. وكانت الأنواع الأكثر وجودا في الموقع، السكاكين والكاشطات تم المنجل.كما تم العثور على عدد قليل من شقوف الفخار وقطع فخارية مصقولة، تعود المواد المكتشفة للعصر الحجري الحديث، واقترح أيضًا أن بعضها يعود إلى العصر البرونزي..

## الحفريات
بدأت الحفربات التنقيبية عن الآثار الموجودة في التل ودراسته كموقع أثري، من قبل متخصصين وعلماء في علم الآثار على رأسهم لورين كوبلاند، وبتير ويسكومب. وذلم سنتي 1965 و1966.